# سباستین اورزندوسکی
سباستین اورزندوسکی (انگلیسی: Sebastian Urzendowsky؛ زادهٔ ۲۸ مهٔ ۱۹۸۵) یک هنرپیشه اهل آلمان است.
از فیلم‌ها یا برنامه‌های تلویزیونی که وی در آن نقش داشته است می‌توان به جاعلان، زنی در برلین، راه بازگشت اشاره کرد.